# ولایت خودمختار لینشیا هوئی
ولایت خودمختار لینشیا هوئی (به انگلیسی: Linxia Hui Autonomous Prefecture) یک ولایت خودمختار در چین است که در گانسو واقع شده‌است. ولایت خودمختار لینشیا هوئی ۸٬۱۶۹ کیلومتر مربع مساحت و ۱٬۹۴۶٬۶۷۷ نفر جمعیت دارد.